# Лесхоз (Акмолинская область)
Лесхоз (каз. Лесхоз) — населённый пункт в Сандыктауском районе Акмолинской области Казахстана. Входит в состав Балкашинского сельского округа. Код КАТО — 116430200.

## География
Населённый пункт расположен в северной части района, в 2 км на северо-восток от центра района и сельского округа села Балкашино.

### Улицы[2][3]
- ул. Биржан сал,
- ул. Достык,
- ул. Кабанбай батыра,
- ул. Коктем,
- ул. Малика Габдуллина,
- ул. Мукагали Макатаева,
- ул. Талгата Бигелдинова,
- ул. Ыбырая Алтынсарина.

### Ближайшие населённые пункты
- село Балкашино в 2 км на юго-западе,
- село Сандыктау в 9 км на севере,
- село Новоромановка в 11 км на востоке.

## Население
В 1989 году население населённого пункта составляло 314 человек (из них русских 68%).
В 1999 году население населённого пункта составляло 660 человек (317 мужчин и 343 женщины). По данным переписи 2009 года, в населённом пункте проживал 501 человек (247 мужчин и 254 женщины).
| Численность населения | Численность населения | Численность населения |
| 1989                  | 1999                  | 2009                  |
| --------------------- | --------------------- | --------------------- |
| 314                   | ↗660                  | ↘501                  |